# Beauté (Koustodiev)
Pour les articles homonymes, voir Beauté.
Beauté (en russe : Красавицa) est un tableau du peintre russe Boris Koustodiev réalisé en 1915.
Le tableau représente une marchande venant de se réveiller au milieu d'un rêve, à moitié assise sur son lit, dans une douce et indécise attente. C'est un mélange de plusieurs styles tenant à la fois du romantisme, des louboks, du néo-classicisme, tels que les ont pratiqués Titien et Rubens. Comme héroïne de son tableau Koustodiev reprend l'actrice du théâtre d'art de Moscou Faïna Chevtchenko dotée de formes généreuses. C'est ce qu'appréciait le peintre chez elle et pour qui les femmes minces n'inspiraient pas la créativité. Plus tard, il a encore créé trois tableaux sur le même modèle, mais qui différent de sa première composition pour des détails relativement mineurs. Il semble que Koustodiev considérait Beauté comme une véritable programmation et en même temps comme un sommet de ses recherches de style. Le tableau original de 1915 se trouve aujourd'hui dans la collection de la galerie Tretiakov, à Moscou, ainsi que la version de 1921. Les variantes des années 1918 et 1919 sont conservées à Toula, au musée des beaux-arts et dans une collection particulière en Russie.

## Histoire de la création

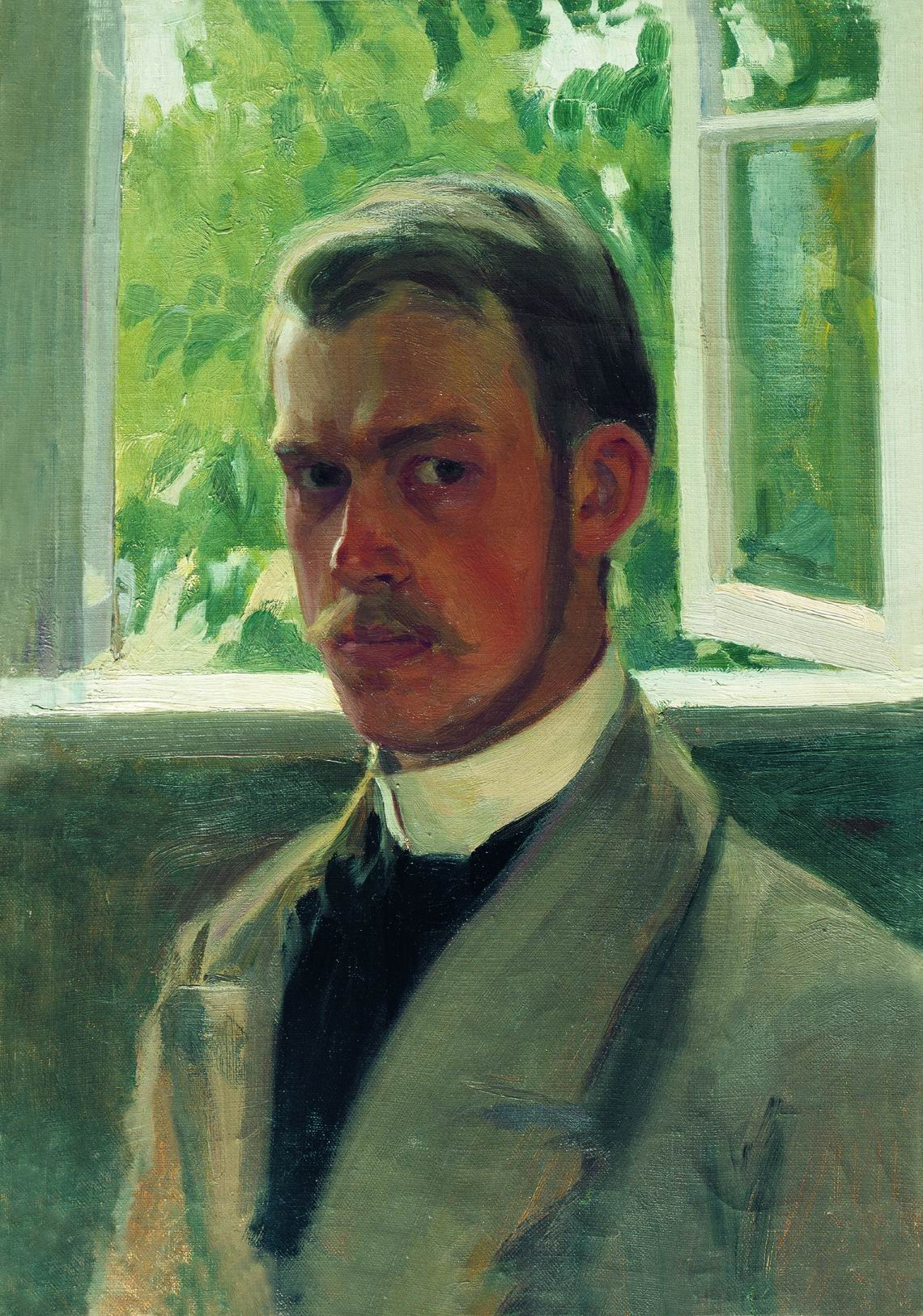
Autoportrait à la fenêtre, Koustodiev.

Comme membre de l'association Mir iskousstva, Koustodiev ne s'intéressait pas seulement aux images de la noblesse mais aussi à la vie quotidienne en province. Il est le vrai poète du monde des marchands,. Les marchands de Koustensov sont des espèces de divinités, porte-paroles des croyances populaires sur le bonheur, la satiété et l'aisance. Mais, dans beaucoup de ses tableaux sur le thème du monde des marchands, l'idéal russe de la beauté féminine prend des proportions monumentales et hyperboliques, qui réunissent simultanément l'admiration, l'ironie, le grotesque, le passé et la modernité, la réalité et la fiction,,. L'expression beautés koustodieviennes est même apparue, qui désigne la beauté qui habite un conte de fée particulier et qui a été préservé avec son ancien genre de vie patriarcal, ses marchands et ses fêtes populaires dans de vieilles villes provinciales paisibles, tout ce qui a disparu partout ailleurs. C'est dans cette Rus' que Koustodiev se réfugie, alors qu'il est enchaîné à sa chaise roulante par la maladie. Il y trouve la vie, la lumière et la force, l'abondance et la musique, la beauté et le plaisir, bref tout ce qu'il faut pour échapper à l'ennui de la vie quotidienne,,,,. Beauté a été peint alors que Koustodiev connaissait des crises aigües dues a sa tumeur de la moelle épinière, qui le cloue sur sa chaise avec ses jambes paralysées pendant quinze ans.

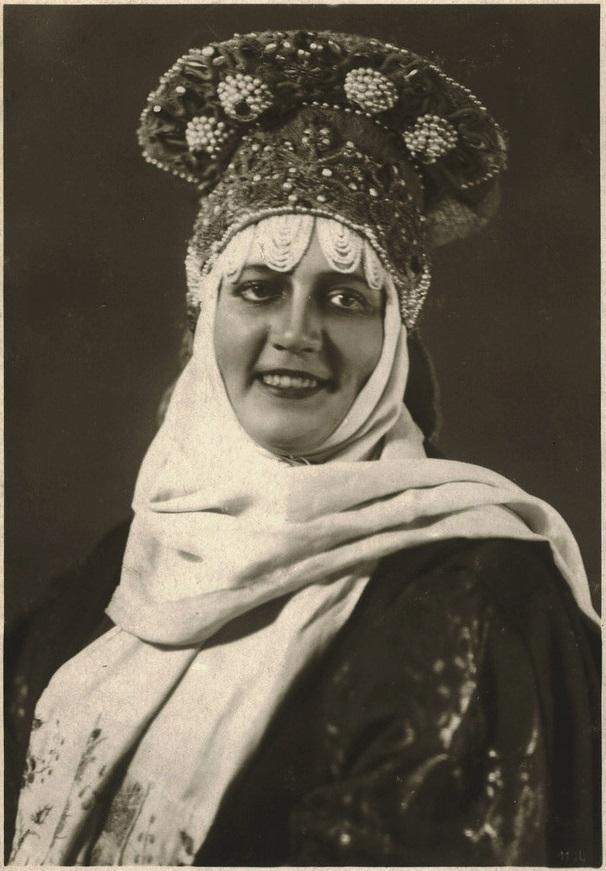
Faïna Chevtchenko en costume national russe.

Koustodiev a des goûts pour la peinture différents de ceux qu'il a pour la vie. Les modèles pour ses marchandes sont des femmes corpulentes de l'intelligentsia. Koustodiev n'est pas particulièrement attiré par ce type de femme, et son épouse Ioulia Eustaféna n'a pas la stature des modèles de son mari, étant d'apparence fragile et discrète. D'ailleurs Koustodiev écrit lui-même, à ce propos, que « les femmes minces n'inspirent pas sa créativité »,,. Quand il invite Faïna Chevtchenko, une des actrices vedettes du Théâtre d'art de Moscou, à interpréter une pièce de Anton Tchekhov,,, comme actrice de genre elle joue avec éclat le rôle d'une femme audacieuse, de caractère que le critique Pavel Markov résume comme ceci : « elle est éblouissante dans sa simplicité, lumineuse, pleine de tempérament et le cœur toujours généreux »,. Koustodiev a rencontré la jeune Faïna Chevtchenko, rousse et opulente, en août 1914 pendant les répétitions de la pièce La mort de Pazoukhine d'après le roman de Mikhaïl Saltykov-Chtchedrine, pour lequel Koustodiev compose les décors. Elle le fascine,,,. Dans cette réalisation de Vassili Loujski, Chevtchenko joue le rôle de l'épouse du conseiller d'État Nastasia Ivanovna Fournatcheva, une dame opulente Mikhaïl Saltykov-Chtchedrine, irréfléchie, paresseuse, la trentaine, couverte de perles — le type de modèle qui attire Koustodiev et lui fait penser à la création d'un tableau sur ce sujet. Après la première du 3 décembre, Koustodiev la rejoint dans sa loge et lui demande aimablement si elle accepte de poser pour lui. Et elle accepte. Cependant, prenant connaissance du sujet du tableau elle s'exclame : « Ah vous alors ! Je suis actrice du théâtre d'art de Moscou et je vais poser nue ! Puis des milliers de gens me verront, quelle honte ! ». Koustodiev parvient à la persuader que c'est « pour l'art » mais si elle accepte de se dénuder au nom de l'image de la femme russe qu'au moins ce ne soit pas sans l'accord et l'aide morale de Vassili Loujski,,,. En apprenant cette rencontre le directeur du théâtre Constantin Stanislavski se met en colère et traite Chevtchenko de « libertine », puis il réalise qu'il ne doit pas rejeter les talents prometteurs, transforme sa colère en pitié et reprend l'actrice pour de nouveaux rôles,,.
| Esquisse de Koustodiev au crayon  | Couverture étude pour Beauté   | Modèle. Jambe droite et pied gauche  |
| Esquisse de Koustodiev au crayon. | Couverture, étude pour Beauté. | Modèle. Jambe droite et pied gauche. |

À Moscou, Koustodiev commence par exécuter des dessins au crayon d'après nature, puis quand il retourne à Saint-Pétersbourg, il réalise son tableau sur la toile,,. Le fils de l'artiste, Cyrille Koustodiev, se souvient :

« En avril 1915, nous avons déménagé à la rue de la Présentation à Saint-Pétersbourg (maison 7, appartement 50), où il existait un atelier éclairé par deux grandes fenêtres. De l'autre côté de la rue un square entourait l'église de la Présentation. Puis mon père a commencé à travailler sur son tableau Beauté, qui est le résultat de sa recherche d'un style qui lui soit propre et qu'il avait commencé en 1912. Le point de départ de son tableau est un dessin au crayon et à la sanguine, réalisé d'après nature (la pose de l'actrice du Théâtre d'Art de Moscou). En plus du modèle, et également d'après nature, il dessine une couverture de duvet que maman lui avait offerte pour son anniversaire. Il travaillait tous les jours à son tableau, commençant le matin vers six ou sept heures et poursuivant toute la journée. Le 10 mai, ma mère et ma sœur sont parties pour le Terem,, et nous sommes restes à deux. Un jour grand-mère, qui passait l'été à Saint-Pétersbourg, nous a apporté trois figurines en plâtre qu'elle avait achetées au marché Sytny. Elles plaisaient fort à mon père, et il les représente sur son tableau (à droite sur la commode). À la maison nous avions conservé un très beau coffre ancien dont le fond noir de la porte était garni de roses dans un vase. Mon père a utilisé ces motifs pour la décoration du dessous du lit bien qu'il ait modifié les couleurs. »

D'après son fils, au début du mois d'août son père termina Beauté. Plus tard, il l'a entendu dire que c'est avec ce tableau qu'il avait trouvé son propre style, qu'il avait cherché en vain si longtemps. Se souvenant de Pavel Fedotov, et des petits maîtres hollandais, qu'il admirait, il voulait, comme eux, captiver le regard du spectateur, attirer son attention par des détails significatifs. Mais la base de ses images restait le loubok, les enseignes de marchands, les jouets artisanaux, les broderies et le costumes russes. Le tableau diffère de l'esquisse au crayon quant aux traits du visage ainsi que par son côté ironique et exagéré de l'image de la femme qui n'a plus rien à voir avec l'image du modèle féminin de l'actrice Faïna Chevtchenko.

## Composition
L'original est daté de 1915 (141 × 185,5 cm), c'est une peinture à l'huile sur toile ; en dessous en bas en cyrillique ancien, une signature : « Б. Кустодиевъ/1915 »
. Une variante de 1918 est de 81 × 93 cm, une huile sur toile, signée en bas à gauche « Б. Кустодиевъ/1918 ». La variante de 1919 de (75,5 × 102 cm), est encore une huile sur toile,. Il existe encore une variante de 1921 de 72 × 89 cm, huile sur toile, signée en bas à droite : « Б. Кустодиевъ/1921 ».
Dans ce tableau, un des plus célèbres de Koustodiev, le romantisme de l'image est associé à la perfection néoclassique des formes, en se fondant sur la tradition de l'art classique et de la peinture académique, qui, pour Koustodiev, sont représentés par Titien et Rubens. Il va a contre-courant du modernisme, qui domine les arts à cette époque, mais tient compte, malgré tout, des nouvelles tendances artistiques. Ses beautés superbes et colorées contrastent avec les modèles précieux et raffinés des toiles des peintres décadentistes,,,,.

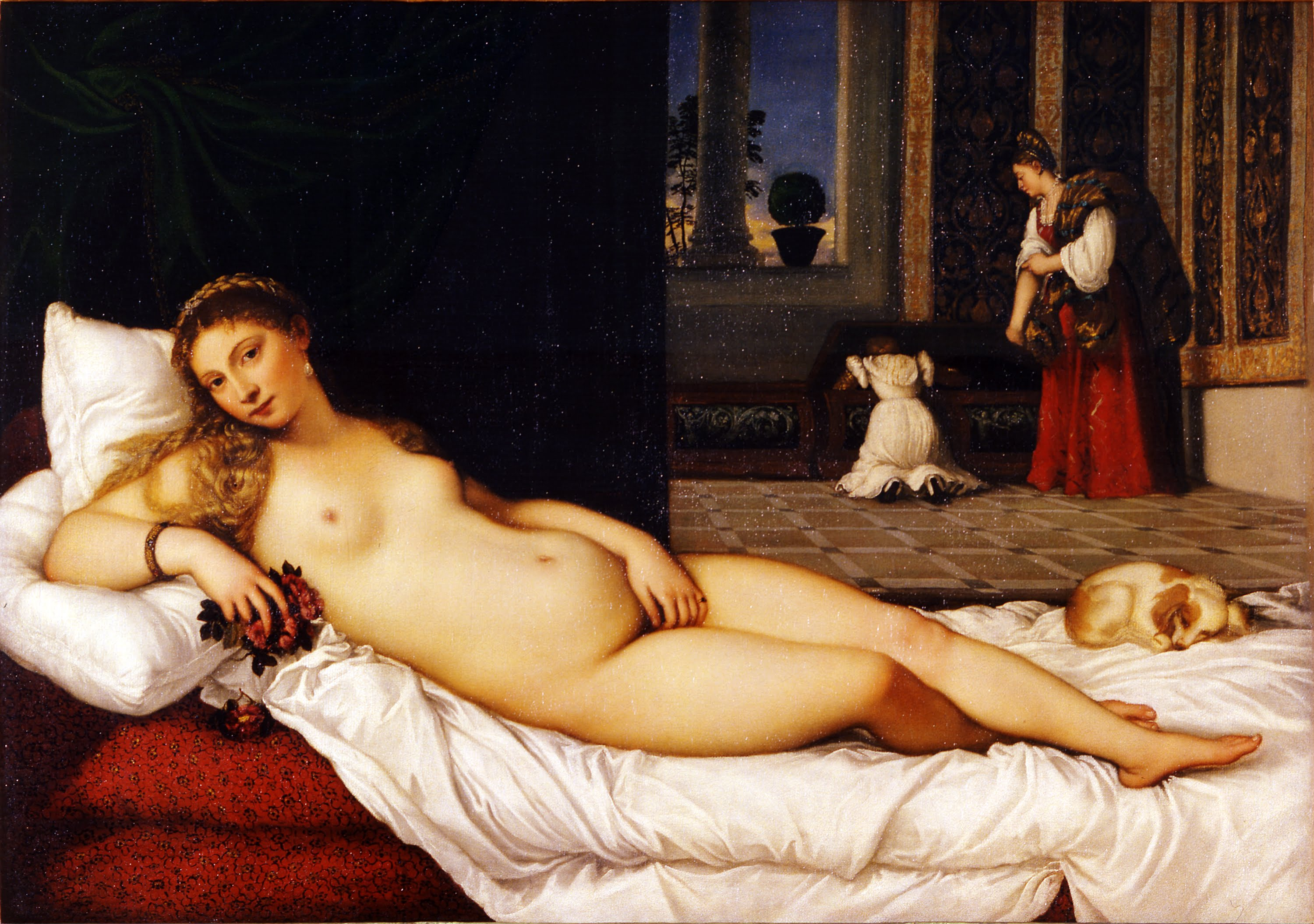
Vénus d'Urbin du Titien.

Avec ce tableau, Koustodiev se tourne vers un genre peu répandu en Russie, le nu artistique. Une riche marchande alanguie sort de ses rêves et se met debout dans son lit opulent au milieu des oreillers de plumes garnis de dentelles. Elle apparaît, de dessous sa couverture de satin, telle une Aphrodite sortant de sa conque de nacre. Le modèle se tient dans une position légèrement inconfortable, appuyant son coude gauche sur l'oreiller elle se tient en arrière tout en posant ses petits pieds sur un pouf. Elle dégage une grâce étrange, un charme indéfinissable rempli de pudeur. Sa beauté, la marchande russe la tient du teint vermeil de ses lèvres, de ses joues rouges, de ses yeux turquoise, de ses cheveux roux dorés, de l'arrondi de ses épaules, de la peau satinée de son corps qui est un peu comme « du sang et du lait ». C'est la représentation, pour le peuple, d'une beauté aux formes rondes, au milieu de son trousseau d'oreillers et de couvertures brodées, qui ressemble tellement à la maîtresse de la maison,,,,,,,.
Le bas du lit est décoré de panneaux garnis de motifs floraux peints. Le papier peint du mur contraste avec son ton bleu azur, plus clair. Il est garni de bouquets qui se répètent et de guirlandes de roses. Sur le bord de la lourde commode, différentes petites statuettes colorées et une bouteille de parfum ou de liqueur. L'ensemble des couleurs se rapproche de celles de l'oiseau de feu : le jaune au trois coins du lit, le roux de la coiffure du modèle, les différentes nuances de rouge données par les motifs floraux. L'intérieur est celui d'une famille de marchands, il est garni de toutes sortes de motifs de fleurs, des roses symboles de beauté et de féminité. La marchande regarde le spectateur de manière énigmatique, à l'aise dans sa nudité, apaisée mais en même temps dans l'attente de quelqu'un ou de quelque chose. Chaque détail du tableau est une métaphore de la beauté. Celle-ci parvient aux yeux du spectateur dans l'esprit à la fois de l'art naïf mais aussi de l'esthétisme de l'Âge d'argent,,,,,,,.

## Critique et destinée

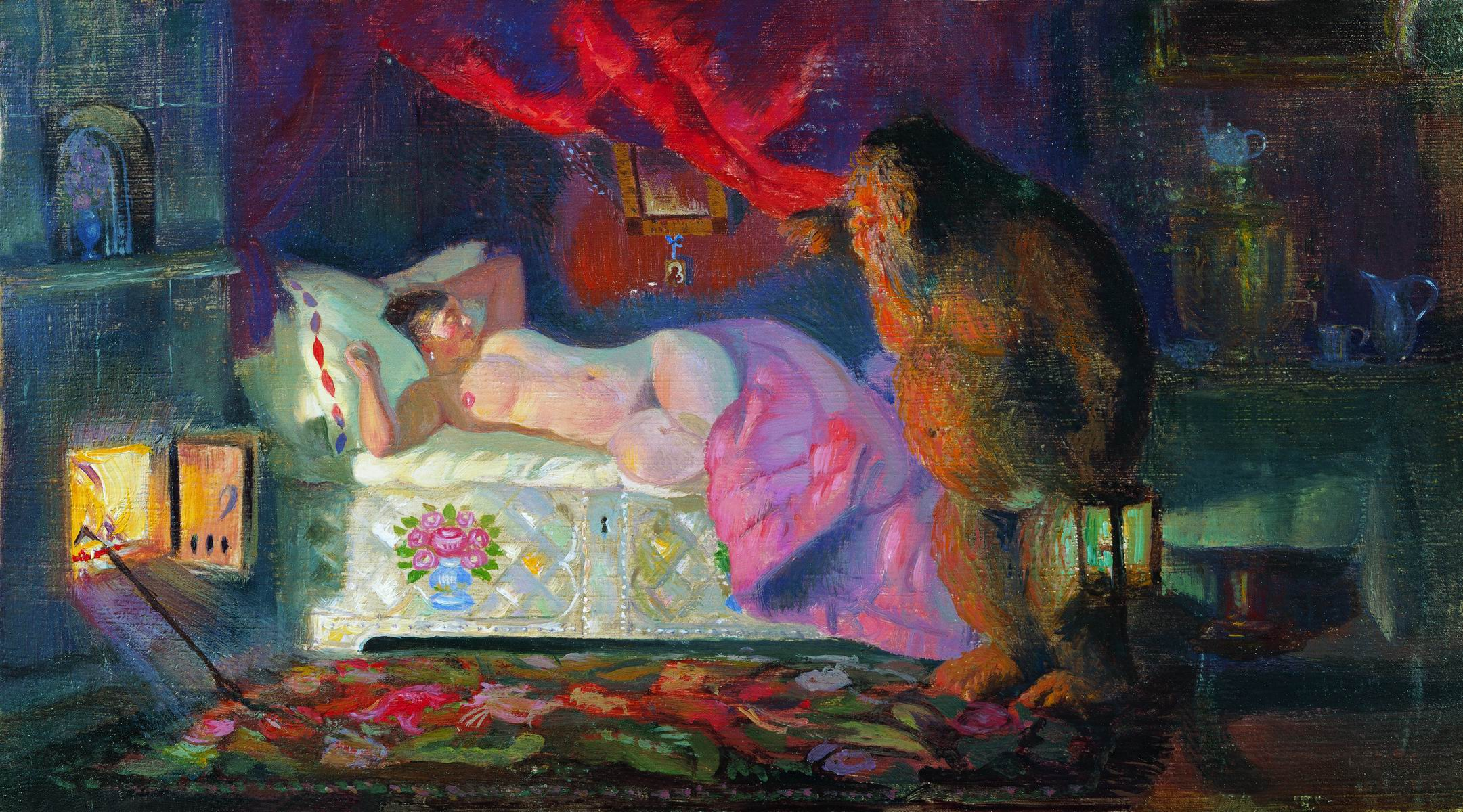
La Marchande et le Génie de la maison (1922).

Beauté a été exposé avec d'autres œuvres de Koustodiev et des esquisses aux expositions Mir iskousstva à Saint-Pétersbourg et à Moscou, organisées par Constantin Kandaourov. Koustodiev a préparé lui-même la disposition des tableaux sur les murs et y a apposé les prix. Le prix le plus élevé est celui de Beauté pour 4 000 roubles. Le peintre Igor Grabar achète 4 toiles pour la Galerie Tretiakov. À l'exposition, Koustodiev et Faïna Chevtchenko son modèle se rencontrent. Celle-ci soupire — Très grosse!, et le peintre reprend « C'est ainsi » et lui baise la main. L'avis des critiques sur le tableau est multiple et contradictoire : certains parlent d'un « triste malentendu », tandis que d'autres évoquent une « subtile ironie ». Le collectionneur Stepan Kratchkovski écrit à Koustodiev que sa Beauté est le clou de toute l'exposition. La toile souleva uniquement la colère d'un métropolite, qui après la visite de l'exposition a avoué, que « de toute évidence, c'est le diable qui a tenu la main du peintre Koustodiev, quand il a peint sa Beauté, car il m'a fait perdre le repos pour toujours. J'ai vu son charme et sa tendresse et j'ai oublié les jeûnes et les veilles. Je vais au monastère où j'expierai mes péchés »,,. Beauté a plu beaucoup aussi à Constantin Somov, à qui Koustodiev offrit une toile miniature spécialement créée à son intention représentant une femme de marchand dans son lit avec près d'elle, dans la pièce, un génie familier de la tradition russe. Elle est créée en 1922 sous le titre : La Marchande et le Génie de la maison.
Koustodiev reprit plus d'une fois le sujet du tableau, le considérant, visiblement, comme une sorte de programme de travail et le résultat de sa quête de style dans son œuvre,,. Il en offrit un exemplaire à Maxime Gorky, et en réalisa un spécialement pour Fiodor Chaliapine, représentant son héroïne de dos dans un style assez théâtral,, (il faut noter que Gorki fit connaissance de Chaliapine grâce à Koustodiev). Ayant des relations étroites avec Faïna Chevtchenko, Chaliapine adorait sa Beauté et en 1922 l'emmène avec lui à Paris,. Connue sous le nom de La Fiancée (ou La Marchande au coffre), la même année le tableau est exposé à la galerie Unter den Linden à Berlin, où le critique Georges Loukomski surnomme Koustodiev le Titien russe et son portrait Beauté la Danaé de Iaroslavl,. La Beauté appartenant à Chaliapine de 1919 a été vendue en 2003 lors d'une « vente russe » de la salle de vente Sotheby's à Londres à un acheteur anonyme russe pour la somme de 845 000 livres sterling (soit 1 200 000 dollars),,,.
| Tableau de 1918, musée des beaux-arts de Toula | Tableau de 1919, collection particulière | Tableau de 1921, galerie Tretiakov |
| Beauté 1918 (musée des beaux-arts de Toula)    | Beauté 1919 (collection particulière)    | Beauté 1921 (galerie Tretiakov)    |

La version originale de Beauté de 1915 se trouve à la galerie Tretiakov. Jusqu'en 1926, elle a été conservée par la famille du peintre, puis dans des collections particulières, mais en 1938 elle est entrée à la galerie Tretiakov, en provenance de la commission d'acquisition de Leningrad, cette dernière l'ayant obtenu à la suite de la confiscation des biens des personnes arrêtées à l'époque de la répression stalinienne de 1937. La variante de 1918 est la fierté de la collection d'art russe du musée de Toula des beaux arts, à qui elle a été transmise comme don par G. P. Malikov en 1959. À la galerie Tretiakov est conservée une version plus petite, qui date de 1921, et qui reprend la version 1915 à l'identique, à l'exception de la taille,.

## Falsification possible

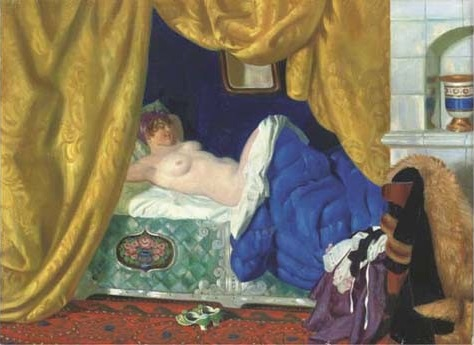
La vente en 2012 de l'Odalisque (1919) par la salle de vente Christie's a pu être résiliée par l'acheteur le fond Aurora du milliardaire Viktor Vekselberg, le tableau étant reconnu faux par le tribunal de Londres.

En 2005 la presse a rapporté que, lors d'une vente aux enchères chez Christie's, à Londres, une œuvre attribuée à Koustodiev datant de 1919 (35 × 50 cm), a été acquise par un marchand d'art russe anonyme pour le prix de 1,5 million de livres sterling (soit 2,9 millions de dollars), dépassant plus de sept fois le prix estimé,,. Malgré le caractère anonyme de la vente le nom de l'acheteur a été connu assez rapidement comme étant un oligarque russe du nom de Viktor Vekselberg, qui est propriétaire du fonds américain Aurora , au travers duquel ce milliardaire achète fréquemment des œuvres d'art russes dans un but patriotique ou à caractère social,,. Selon la maison Christie's le tableau se trouvait dans une collection particulière appartenant à un émigrant du nom de Léo Maskovski jusqu'en 1989, quand il a été vendu aux enchères par sa veuve, puis revendu à un second acheteur en 2005,. En 2009, la Rossokhrankoultoura, organisme étatique établissant l'inventaire des œuvres d'art russes, a publié le cinquième et dernier volume de l'inventaire des œuvres d'art qui peuvent être considérées comme fausses sur base des expertises de trois spécialistes indépendants les uns des autres et venant de la galerie Tretiakov, du musée Russe et du Centre Igor Grabar de restauration scientifique et artistique de Russie,,. Les historiens d'art font observer que l'Odalisque possède des similitudes de style avec les tableaux du cycle des Beautés de Koustodiev, mais « il se présente comme une répétition murement réfléchie des thèmes favoris du peintre ». Immédiatement après cette expertise Viktor Vekselberg a renvoyé le tableau à la salle de vente et demandé le remboursement du prix payé, ce qu'il n'a pas obtenu. Si bien qu'il dépose une requête devant la Haute Cour de justice contre la maison Christie's, qui elle-même initie sa propre enquête et exige une nouvelle expertise en Grande-Bretagne,,,. La Cour n'a siégé qu'en 2012 seulement,. Après 20 jours d'audience, le juge a établi que l'Odalisque n'était pas de Koustodiev et a reconnu le droit de l'acheteur de résilier la vente et de recevoir en retour le prix payé pour acquérir la toile,,,,,.